# Forêts tropicales à feuilles persistantes de l'Inde
 (juin 2024).
La mise en forme du texte ne suit pas les recommandations de Wikipédia : il faut le « wikifier ».
Les points d'amélioration suivants sont les cas les plus fréquents. Le détail des points à revoir est peut-être précisé sur la page de discussion.
- Les titres sont pré-formatés par le logiciel. Ils ne sont ni en capitales, ni en gras.
- Le texte ne doit pas être écrit en capitales (les noms de famille non plus), ni en gras, ni en italique, ni en « petit »…
- Le gras n'est utilisé que pour surligner le titre de l'article dans l'introduction, une seule fois.
- L'italique est rarement utilisé : mots en langue étrangère, titres d'œuvres, noms de bateaux, etc.
- Les citations ne sont pas en italique mais en corps de texte normal. Elles sont entourées par des guillemets français : « et ».
- Les listes à puces sont à éviter, des paragraphes rédigés étant largement préférés. Les tableaux sont à réserver à la présentation de données structurées (résultats, etc.).
- Les appels de note de bas de page (petits chiffres en exposant, introduits par l'outil «  Source ») sont à placer entre la fin de phrase et le point final[comme ça].
- Les liens internes (vers d'autres articles de Wikipédia) sont à choisir avec parcimonie. Créez des liens vers des articles approfondissant le sujet. Les termes génériques sans rapport avec le sujet sont à éviter, ainsi que les répétitions de liens vers un même terme.
- Les liens externes sont à placer uniquement dans une section « Liens externes », à la fin de l'article. Ces liens sont à choisir avec parcimonie suivant les règles définies. Si un lien sert de source à l'article, son insertion dans le texte est à faire par les notes de bas de page.
- La présentation des références doit suivre les conventions bibliographiques. Il est recommandé d'utiliser les modèles {{Ouvrage}}, {{Chapitre}}, {{Article}}, {{Lien web}} et/ou {{Bibliographie}}. Le mode d'édition visuel peut mettre en forme automatiquement les références.
- Insérer une infobox (cadre d'informations à droite) n'est pas obligatoire pour parachever la mise en page.

Pour une aide détaillée, merci de consulter Aide:Wikification.
Si vous pensez que ces points ont été résolus, vous pouvez retirer ce bandeau et améliorer la mise en forme d'un autre article.
 (juin 2024).

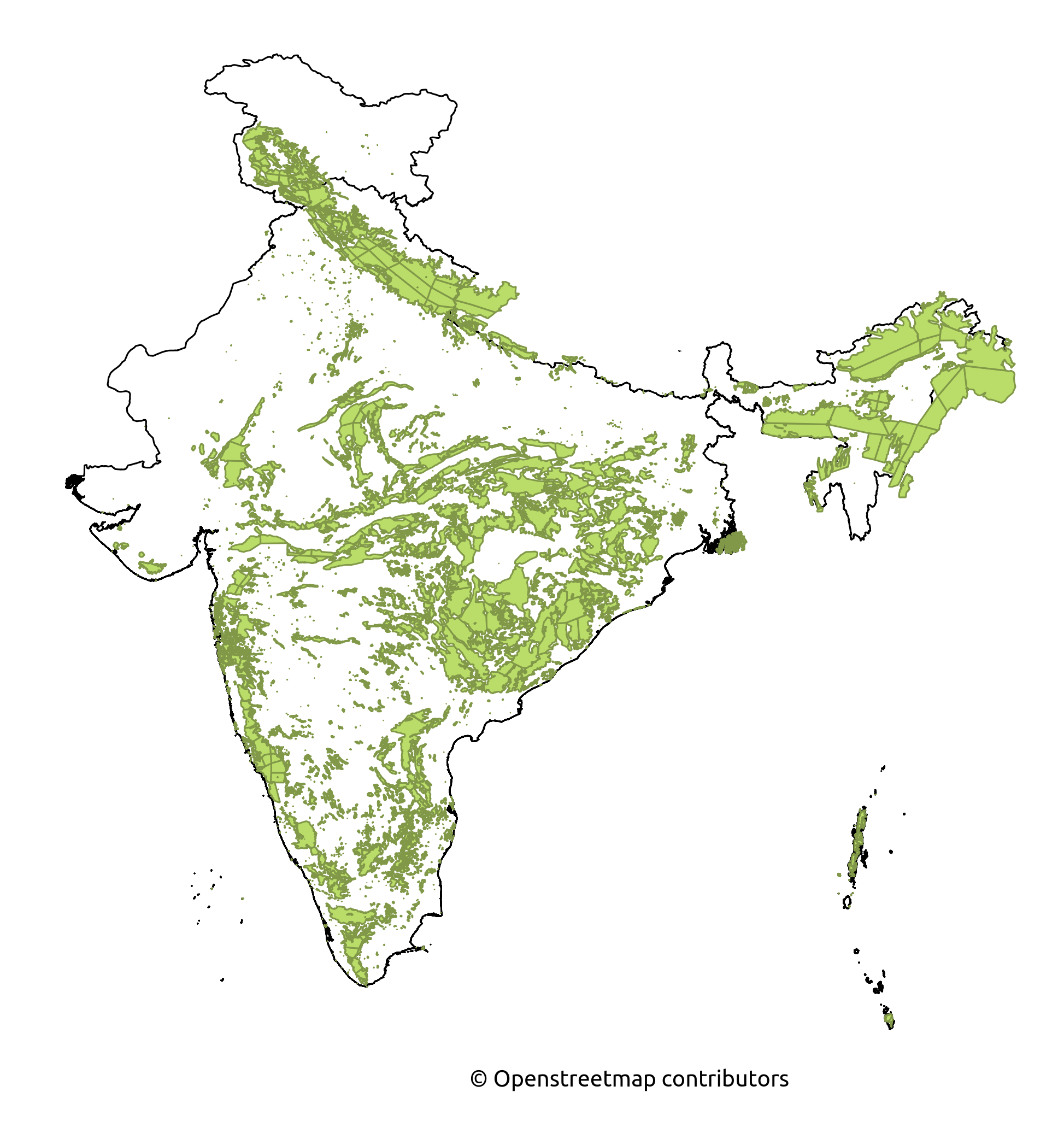
Carte du couvert forestier indien en 2015.

Les forêts tropicales à feuilles persistantes (ou sempervirentes) de l'Inde se trouvent dans les îles Andaman-et-Nicobar, les Ghâts occidentaux, qui bordent la mer d'Arabie, le littoral de l'Inde péninsulaire et la grande région d'Assam au nord-est. On trouve de petits vestiges de forêt sempervirente dans l'État d'Odisha. Les forêts semi-sempervirentes sont plus étendues que les formations à feuilles persistantes, en partie parce que les forêts sempervirentes ont tendance à se dégrader en forêts semi-sempervirentes sous l'influence de l'homme. Il existe des différences substantielles entre les trois principales régions de forêts sempervirentes. Les précipitations annuelles moyennes sont de 1 651-1 905 mm.
Les forêts tropicales humides sempervirentes des Ghats occidentaux sont classées en types de basse, moyenne et haute altitude. Les forêts de mousson des Ghats occidentaux se trouvent à la fois sur les marges occidentales (ghats) de la côte et sur le côté oriental où les précipitations sont moins importantes. Ces forêts contiennent plusieurs espèces d'arbres d'une grande importance commerciale (par exemple le bois de rose indien (Dalbergia latifolia), le kino de Malabar (Pterocarpus marsupium), le teck (Tectona grandis) et le laurier indien (Terminalia crenulata)), mais elles ont maintenant été défrichées dans de nombreuses zones. Dans les forêts sempervirentes, il existe un très grand nombre d'espèces d'arbres ; au moins 60 % des arbres de la canopée supérieure appartiennent à des espèces qui, individuellement, ne représentent pas plus d'un pour cent du nombre total d'arbres. On trouve des touffes de bambous le long des cours d'eau ou dans des creux mal drainés dans les forêts sempervirentes et semi-sempervirentes du sud-ouest de l'Inde, probablement dans des zones autrefois défrichées pour l'agriculture de transhumance.

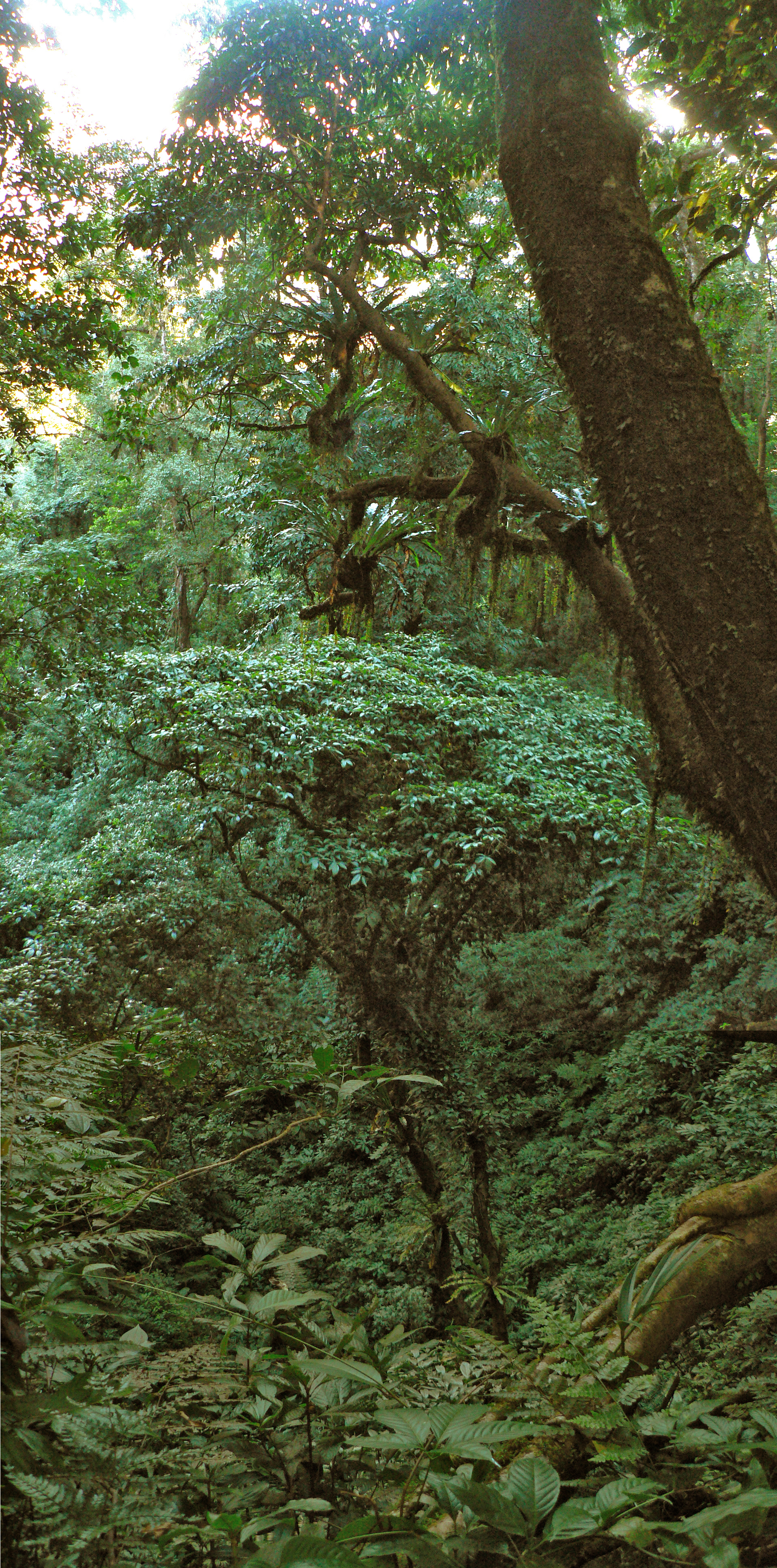
Panorama vertical offrant une vue transversale des couches de végétation à l'intérieur de la forêt tropicale humide de la réserve de tigres de Namdapha, Arunachal Pradesh, Inde.

La végétation tropicale du nord-est de l'Inde (qui comprend les États d'Assam, Nagaland, Manipur, Mizoram, Tripura et Meghalaya ainsi que les régions de plaine de l'Arunachal Pradesh) se trouve généralement à des altitudes allant jusqu'à 900 mètres. Elle comprend des forêts sempervirentes et semi-sempervirentes, des forêts humides de mousson à feuilles caduques, des forêts riveraines, des marécages et des prairies. Les forêts sempervirentes se trouvent dans la vallée de l'Assam, sur les contreforts de l'Himalaya oriental et dans les parties inférieures des collines de Naga, dans le Meghalaya, le Mizoram et le Manipur, où les précipitations dépassent 2 300 mm par an. Dans la vallée de l'Assam, le hollong géant (Dipterocarpus retusus) et le Shorea assamica se rencontrent seuls, atteignant parfois une circonférence de 7 mètres et une hauteur de 50 mètres. Les forêts de mousson sont principalement des forêts humides de sal (Shorea robusta), très répandues dans cette région.
Les îles Andaman et Nicobar possèdent des forêts tropicales à feuilles persistantes, des forêts tropicales à feuilles semi-permanentes et des forêts tropicales de mousson. L'espèce dominante du bois de Keruing est Dipterocarpus grandiflorus dans les régions vallonnées, tandis que Dipterocarpus kerrii est dominant sur certaines îles dans les parties méridionales de l'archipel. Les forêts de mousson des îles Andaman sont dominées par le séquoia d'Andaman (Pterocarpus dalbergioides) et Terminalia spp.
Les forêts tropicales de l'est de l'Inde contrastent totalement avec les forêts de pins et de conifères de l'Himalaya occidental. La couverture naturelle de l'Inde varie en fonction de l'altitude ; ces forêts à feuilles persistantes sont bordées de prairies alpines près de la limite des neiges et de forêts tempérées composées d'arbres courts et robustes à des altitudes plus basses. Sur les contreforts de l'Himalaya, on trouve des arbres à feuilles caduques, des arbustes, des bambous, des fougères et de l'herbe. Les arbres y sont grands, avec un bois dur et de larges feuilles. Ils forment une épaisse canopée.